# Massís del Montcalm

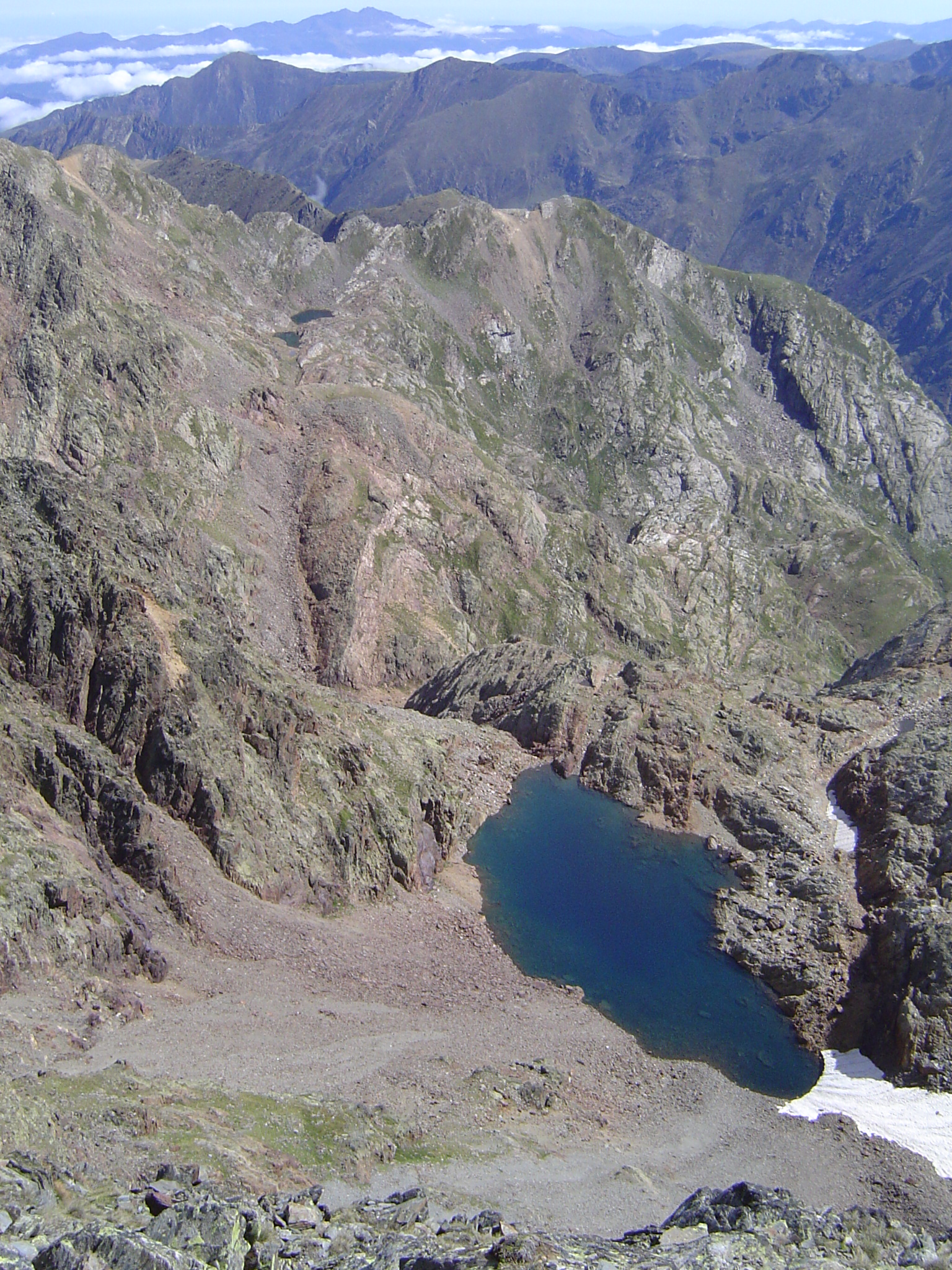
Estany de Canalbona ubicat al massís

El massís del Montcalm (francès: Massif du Montcalm) és un massís de muntanyes ubicat als Pirineus, a la frontera entre França i Espanya, té una altitud de 3077 metres per sobre del nivell del mar.
Alguns dels cims tenen més de 3.000 m d'altitud i el cim més alt de Catalunya (Pica d'Estats), així com el cim més alt d'Arieja (Pic de Montcalm), són part d'aquest massís.

## Cims
Alguns dels cims principals són:
- Pica d'Estats, 3.143 m
- Pic de Montcalm, 3.077 m
- Pic de Sotllo, 3.072 m
- Pic Verdaguer, 3.131 m
- Punta de Gabarró, 3.115 m
- Rodó de Canalbona, 3.004 m
- Pic de Canalbona, 2.965 m
- Pic Oriental de Canalbona, 2.915 m